# Rise (Ichiko)
Rise è il terzo singolo pubblicato dalla cantante j-pop Ichiko. Questo singolo è stato pubblicato il 21 marzo 2007. I brani contenuti in questo singolo sono stati tutti utilizzati come colonna sonora dell'anime Rocket Girls: il brano Rise è stato utilizzato come sigla di apertura, la traccia Waratte! (笑って!?) fu utilizzata come sigla di chiusura per l'episodio 12 e la traccia Chikai (誓い?) fu invece utilizzata come insert song. Il singolo uscì nella sola edizione regolare (HMCH-2019).

## Tracce
1. RISE
2. Waratte! (笑って!?)
3. Chikai (誓い?)
4. RISE Re-mix version
5. RISE (Off vocal)
6. Waratte (Off vocal)
7. Chikai (Off vocal)